# تعليم الفيزياء (مجلة)
تعليم الفيزياء (بالإنجليزية: Physics Education)‏ هي مجلة أكاديمية تخضع لمراجعة الأقران وتغطي تدريس الفيزياء في المرحلة الثانوية ومستويات البكالوريوس التمهيدية. يشمل نطاقها أفكارًا وإرشادات للتدريس في الفصول الدراسية، والعروض التوضيحية والتجارب المعملية، والأخبار الدولية حول تطورات التعليم، ومراجعات الكتب، والمعدات، ومنتجات الوسائط المتعددة. رئيس التحرير هو غاري ويليامز. المجلة مجردة ومفهرسة في Inspec وERIC/CIJE.
ناقش المعهد مفهوم المجلة لأول مرة في عام 1964. وتم إطلاق المجلة في عام 1966، وكان كيفن كيوهان محررها الأول.

## وصلات خارجية
- الموقع الرسمي